# 서상홍
서상홍(徐相弘, 1949년 ~ 2024년 11월 2일)은 헌법재판소 사무처장을 역임한 법조인이다.

## 생애
1949년 부산에서 태어나 경기고등학교와 서울대학교 법학과를 졸업하고 1975년 제17회 사법시험에 합격해 사법연수원 7기를 수료하였다. 판사에 임용되었다.
1977년 서울민사지방법원 판사를 시작으로 1980년 서울형사지방법원, 1981년 청주지방법원 충주지원, 1987년 서울고등법원 판사로 전보되어 재직하였으며 1991년에는 부장판사로 승진하여 부산지방법원에서 재판장을 하다가 1993년에 헌법재판소 헌법연구부장으로 파견 근무하였다가 1994년에 서울지방법으로 돌아왔으며 1995년에 서울가정법원으로 전보되었다. 서울고등법원에서 재직할 때부터 헌법재판소로 파견되기 전 까지는 대법원에서 재판연구관을 겸직하였다.
1997년에 임명된 인천지방법원 부천지원장을 역임하고, 2000년 법원 정기 인사에서 사직하는 것으로 22년간의 법원을 떠나 변호사를 개업하여 열린합동법률사무소에서 활동하다가 윤영철 헌법재판소장에 의해 2000년 11월 5일에 사무차장에 임명되었다. 헌법재판소 사무차장으로 재직하던 2004년에 대법원이 설치한 사법제도개혁위원회 위원을 겸직하였으며 2005년에 헌법재판소 사무처장에 임명되어 2007년 3월까지 근무하였다.
이후 서&현 법률사무소에서 변호사를 하다가 2007년 12월에 제1대 정부법무공단 이사장으로 취임하여 2009년 5월까지 재직하였으며 2010년부터는 법무법이니 세아 대표 변호사를 하였다.
변호사를 하면서 2011년에 개그맨 김기수의 준강제추행 사건을 맡아 무죄를 이끌어 냈다.

## 가족 관계
- 배우자: 박순숙 (1949년 ~ )
  - 아들: 서아람 - 판사
    - 며느리: 구민경

  - 딸: 서미루
    - 사위: 이희천

## 같이 보기
- 노무현 - 사법연수원 7기 동기생